# Picunches
Picunche  (del mapudungun pikumche, 'gente del norte' de pikum, 'norte', y che, 'persona') es el nombre usado por la historiografía y antropología chilena para referirse a los grupos prehispánicos hablantes del mapudungun que habitaban la zona entre los ríos Aconcagua y Bio-Bio en la llamada Zona Central del actual territorio de Chile.
Cuando llegaron a esa zona los conquistadores españoles a mediados del siglo XVI, parte de este grupo se encontraba bajo el dominio de los incas, sin embargo, hubo también un gran porcentaje de resistencia, tanto a la expansión inca en la guerra inca-mapuche como también a la invasión española posterior en la guerra de Arauco. Los antiguos picunches eran agricultores, ganaderos y recolectores trashumantes. Practicaban el riego, trabajaban los metales, la alfarería y la piedra, entre otros.
Durante el periodo colonial fueron fuertemente aculturados y mestizados por los españoles, mayoritariamente con vascos en áreas urbanas y con andaluces en áreas rurales. Al ser el pueblo indígena más numeroso de la zona en que se estableció el dominio colonial español y en la que a inicios del siglo XXI habita cerca del 60 % de la población total, son los principales ancestros amerindios de los chilenos. El nombre «picunche» les fue otorgado por los historiadores y antropólogos chilenos, para diferenciarlos de otras parcialidades mapuches de más al sur, y no fue un nombre que ellos mismos se otorgaran, pues según los datos de Luis de Valdivia y otros autores los antiguos picunches, se denominaban simplemente che (gente) mientras que el término mapuche pikunche puede ser un deíctico que varía en función del lugar en que se encuentre el hablante, que se toma a sí mismo como punto de referencia.

## Ubicación
Se denomina "picunche" a la población nativa hablante de mapudungun que en el siglo XVI habitaba entre el valle del río Aconcagua y el río Itata, o según una definición más restringida, a aquellos que habitaban el mencionado valle y el contiguo del Mapocho; en el segundo caso, denominan "promaucaes" a los que vivían en el valle del Maipo y del Cachapoal. El río Maule era el límite sur del dominio inca. Las denominaciones de los cronistas y otros escritores de la época distinguen muchas parcialidades, de acuerdo al nombre del sitio que habitaban o al de sus lonko: picones, quillotanes, mapochoes, taguataguas, cachapoales, cures, mauleses y cauquenes.
Los picones eran los habitantes de la zona entre la costa y Melipilla, huaycoches o pormocaes a los habitantes del valle del río Mapocho, los mapochoes vivían en el valle del Maipo (incluida también la actual cuenca de Santiago), a los indígenas del Mataquito se les llamaba cures, quillotanes a los que vivían en el valle del Aconcagua, promaucaes se denominaba principalmente a los habitantes del territorio entre los ríos Maipo y Maule. En cuanto a la zona del Maule, estaban los mauleses que vivían en sus orillas y al sur de este, entre ese río y el Itata estaban los cauqui o cauquenes. A los que vivían en el valle del Itata se les llamó itatas y los apaltas a quienes ocuparon el valle de Rapel y en menor medida de Puro y Topocalma, a los del río Cachapoal se les decía cachapoales.
En la zona donde vivieron el agua era relativamente abundante y el clima mediterráneo cálido. La población a la llegada de los españoles (1536) era de 110 000 a 220 000 personas, la población se redujo bastante para 1540 eran 60 000 y 35 000 en 1556 otros estiman en 80 000 tributarios en 1575. En 1695 quedaban cerca de 20 000 nativos viviendo en el territorio al norte del Biobío.
Durante la colonia terminaron por convertirse en la base principal de la población mestiza de Santiago junto con los huarpes.

Distribución de la población indígena durante el Chile prehispánico antes de la conquista española.

## Historia
Dentro del grupo picunche, algunos de los subgrupos nativos que habitaron desde el río Choapa hasta el río Maule, estuvieron integrados en un momento de su historia al Imperio incaico. La identidad picunche se vio diezmada en la zona central como identidad cultural durante el transcurso del siglo XIX, principalmente por el progresivo desmantelamiento de los últimos por parte de los españoles y chilenos dejándolos en reducciones llamadas "pueblos de indios" en los que habían conservado alguna cohesión social, producto de las presiones y acusaciones de los latifundistas colindantes.

## Cultura

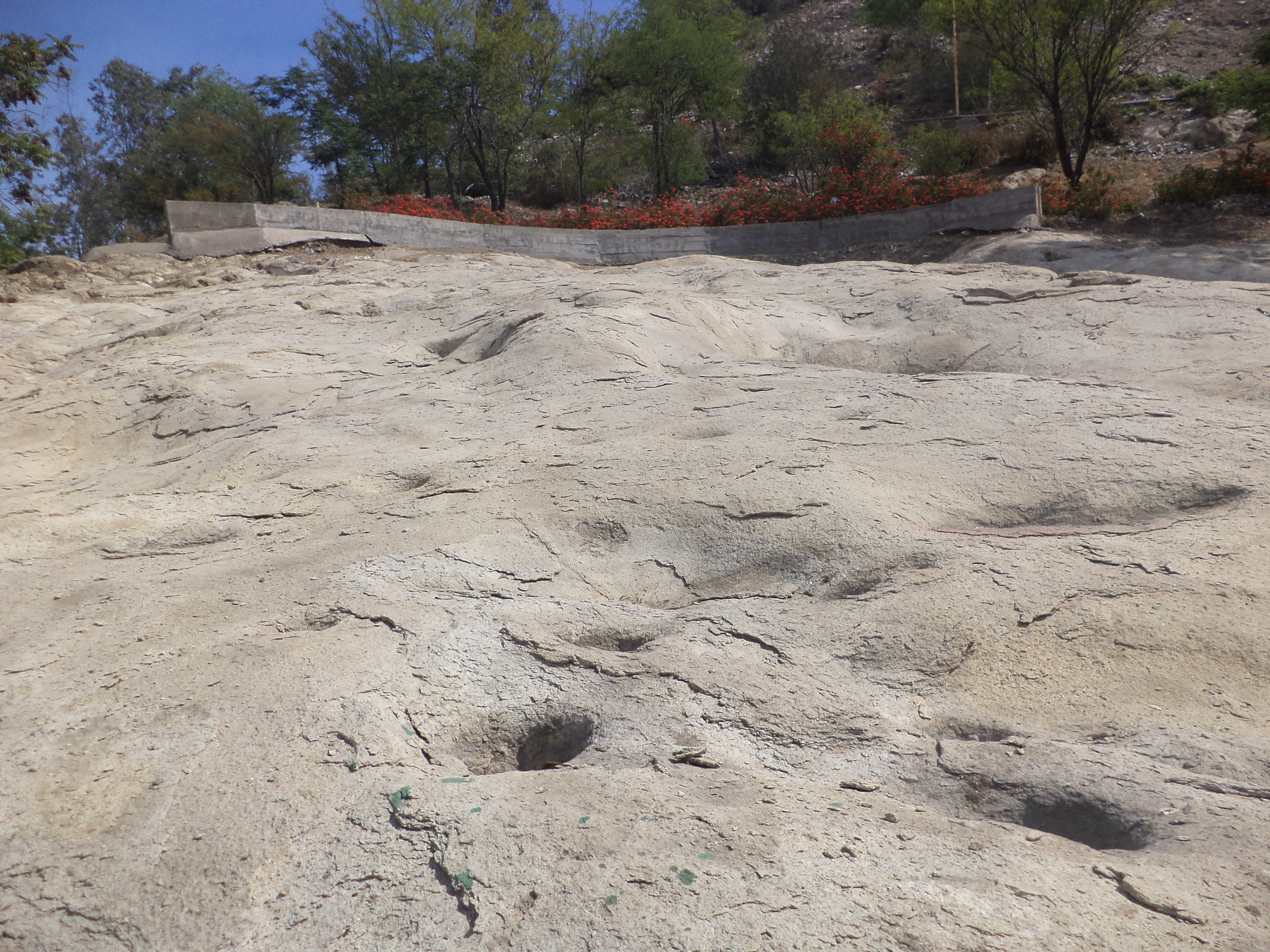
Piedras tacitas, vestigio de los picunches, en el cerro Blanco.

En diversas actividades técnicas alcanzaron un mayor desarrollo que los mapuche de más al sur, producto de su contacto con los diaguitas, y posteriormente con los incas. Los antiguos pikunches fabricaron su propia cerámica: vasijas, jarros y fuentes, todo ello en greda y también sus herramientas para trabajar la tierra, además de otros instrumentos de uso diario, como pipas y piedras para moler el maíz. Cultivaron preferentemente el maíz, poroto, teca[cita requerida], calabazas, papas, ají, quinoa y oca en los valles de esa región, para lo cual construyeron acequias de riego. La tierra era de buena calidad y había abundancia de agua. Practicaban un sistema agrícola de que consistía en plantar árboles en claros de bosque y espacios abiertos como  menciona bengoa en historia del pueblo mapuche. También criaron animales, especialmente llamas y guanacos. De ellos obtenían carne y lana para sus vestimentas. En grandes festividades mataban a los animales para comer su carne y utilizar las pieles Sus casas eran de barro y techo de totora. El mecanismo de construcción entrelazando totora con barro llamado Quincha era usado desde la Tradición Bato hasta nuestros días.

### Idioma
Hablaban variantes de mapudungún hoy extintas. Se poseen datos del dialecto del valle del Mapocho, tal como se hablaba en Santiago a fines del siglo XVI, cuando el jesuita Luis de Valdivia lo recogió en su Arte y gramática de la lengua que corre en todo el Reyno de Chile.
No tiene relación con los picunches históricos el dialecto "picunche" que identificó Rodolfo Lenz a fines del siglo XIX. Su nombre se debe a que era el más septentrional de entre los cuatro dialectos del mapudungún que él estableció. Según Lenz, se hablaba de la provincia de Malleco al norte y se diferenciaba apenas de las variedades "moluche" y "pehuenche chileno", y siendo más distinto del "huilliche", que se apartaba notoriamente de las otras tres formas dialectales.

### Indumentaria
En Aconcagua se usaban dos tipos de vestimentas, según los recursos materiales: de lana o mantas de fibra vegetal hilada y tejida. En el Mapocho el traje habitual antiguo consistía en dos mantas de lana , una se ceñía a la cintura llegando hasta la rodilla, sujeta por una faja "del ancho de una cincha de caballo" y la otra cubría los hombros y se prendía al pecho. Este traje dejó de usarse hacia 1550 y se reemplazó por vestimenta de algodón de estilo quechua traída del Perú.

## Organización social
Habrían tenido un aumento demográfico natural que no fue encauzado hacia la concentración urbana, como en el norte desértico, debido a "la abundancia de tierras agrícolas disponibles". Por lo tanto, se dispersaron en caseríos autosuficientes económicamente. No vivían en pueblos y residían en los lugares mejores para sus sementeras y ganados. Sólo se reunían en ciertos días "como a ferias" en un lugar señalado.
El cronista de Indias Fernández de Oviedo afirmaba que en 1536 "los picunes eran quince o veinte pueblos" y cada uno tenía diez casas. Almagro conoció caseríos de 10 a 15 chozas. Mariño señala que poseían "aldehuelas" y "caseríos", "sin tener pueblos formados ni otro orden de república, más de vivir cada uno en el sitio que mejor le parecía...".
Estos caseríos eran habitados por más menos 300 personas mandadas por un lonco o cacique.

### Características sociales
Eran polígamos. El hombre podía tener la cantidad de mujeres que deseara, siempre que pudiera comprarlas. Las mujeres cultivaban la tierra, tejían y preparaban los alimentos. Para el padre, entonces, entregar una hija en matrimonio significaba disminuir la superficie de tierra cultivada y disponer de menos mantas, que se empleaban como medio de intercambio. El novio debía compensarlo por dichas pérdidas, dándole a cambio llamas, frazadas, o Makuñ, cuya cantidad era convenida en forma previa al matrimonio.
Los recién casados debían habilitar su propia ruka. Esta era levantada por parientes y amigos, en el sistema de mingako, a quienes en retribución, se les alimentaba y festejaba con chicha de maíz.

### Creencias religiosas
Vivar señala la total ausencia de templos, adoratorios e ídolos, aunque Mariño dice que les servía de adoratorio "el primer cerro que topaban".
Como secuela de la conquista incaica, "adoptaron el culto al Sol y la Luna". Los promaucae adoraban "al sol y a las nieves", porque les daban el agua necesaria para regar los cultivos. 
En los ritos estando en trance, los chamanes se extraían sangre de la lengua u órgano genital, usando un huso de madera llamada quisca y la ofrendaban a los espíritus escupiéndola.
Eran corrientes las reuniones en que se juntaban a beber, cantar y bailar al son del tambor, probablemente un Kultrún. Para esas ocasiones reunían gran cantidad de chicha de frutas, usaban sus mejores vestimentas y se adornaban con pinturas faciales de distintos colores. Las reuniones terminaban en grandes borracheras "que tenían por grandeza".
El luto se manifestaba con "pinturas faciales de color negro". Tenían al cadáver en su casa 3 o 4 días y al tercero lo vestían con sus mejores ropas y lo colocaban dentro de una talega o bolsa.

### Actualidad
En la zona central de Chile perviven algunos apellidos de origen picunche, como Calquín (kalkin, "águila"), Llanca (llangka, un tipo de piedra semipreciosa) y Quitral (kütral, "fuego").

## Picunches destacados
- Michimalonco, toqui originario del valle de Aconcagua.
- Trangolonco, lonko originario del valle de Aconcagua y hermano de Michimalonco.
- Lautaro, toqui originario del sector de Treguaco
- Rayén Quitral, cantante de ópera.